# Viola hederacea
Espèce
Classification phylogénétique
Viola hederacea, la Violette à feuille de lierre, est une espèce de plantes à fleurs de la famille des Violaceae. Cette plante australienne de 10 à 20 cm de hauteur se multiplie par stolons.